# Okręg Mittelland
Okręg Mittelland (niem. Bezirk Mittelland) – dawny okręg w Szwajcarii w kantonie Appenzell Ausserrhoden. Powstał w 1877 i istniał do 1995.
W skład okręgu wchodziło pięć gmin (Einwohnergemeinde)
| Herb     | Gmina    | Liczba mieszkańców (31 grudnia 2005) | Powierzchnia w km² |
| -------- | -------- | ------------------------------------ | ------------------ |
| Bühler   | Bühler   | 1646                                 | 5.61               |
| Gais     | Gais     | 2846                                 | 21.23              |
| Speicher | Speicher | 3921                                 | 8.21               |
| Teufen   | Teufen   | 5622                                 | 15.25              |
| Trogen   | Trogen   | 1751                                 | 10.01              |
|          | Razem    | 15786                                | 60.31              |